# RSC Anderlecht
Royal Sporting Club Anderlecht (kraljevski sportski klub Anderlecht), poznatiji samo kao Anderlecht, belgijski je nogometni klub iz Bruxellesa. Domaće utakmice igra na stadionu Constant Vanden Stock. Najtrofejniji je belgijski klub i jedan od najtrofejnijih na svijetu uopće, s 34 naslova belgijskog prvaka, 9 belgijskih kupova te nekoliko europskih naslova: dva Kupa pobjednika kupova, jednim Kupom UEFA i dva Superkupa. Anderlecht spada u klasične klubove FIFA.
Anderlecht je jedan od klubova-osnivača Europskog udruženja klubova.

## Klupski uspjesi

### Domaći uspjesi
Belgijska prva liga:
- Prvak (34): 1946./47., 1948./49., 1949./50., 1950./51., 1953./54., 1954./55., 1955./56., 1958./59., 1961./62., 1963./64., 1964./65., 1965./66., 1966./67., 1967./68., 1971./72., 1973./74., 1980./81., 1984./85., 1985./86., 1986./87., 1990./91., 1992./93., 1993./94., 1994./95., 1999./2000., 2000./01., 2003./04., 2005./06., 2006./07., 2009./10., 2011./12., 2012./13., 2013./14., 2016./17.
- Doprvak (19): 1943./44., 1947./48., 1952./53., 1956./57., 1959./60., 1975./76., 1976./77., 1977./78., 1978./79., 1981./82., 1982./83., 1983./84., 1988./89., 1989./90., 1991./92., 1995./96., 2002./03., 2004./05., 2007./08.

Belgijska druga liga:
- Prvak (2): 1923./24., 1934./35.
- Doprvak (3): 1926./27., 1928./29., 1931./32.

Belgijski kup:
- Prvak  (9): 1964./65., 1971./72., 1972./73., 1974./75., 1975./76., 1987./88., 1988./89., 1993./94., 2007./08.
- Finalist (3): 1965./66., 1976./77., 1996./97.

Belgijski liga kup:
- Prvak (1): 1999./00.

Belgijski superkup:
- Prvak (13): 1985., 1987., 1993., 1995., 2000., 2001., 2006., 2007., 2010., 2012., 2013., 2014., 2017.
- Finalist (6): 1981., 1986., 1988., 1991., 1994., 2004.

### Europski i međunarodni uspjesi
Trofeo Santiago Bernabéu:
- Finalist (1): 2006.

Kup pobjednika kupova:
- Prvak (2): 1975./76., 1977./78.
- Finalist (2): 1976./77., 1989./90.

Kup velesajamskih gradova/Kup UEFA:
- Prvak  (1): 1982./83.
- Finalist (2): 1969./70., 1983./84.

UEFA Superkup:
- Prvak (2): 1976., 1978.

## Slavni igrači
- Gilles De Bilde
- Franky Vercauteren
- Georges Grün
- Filip De Wilde
- Marc Degryse
- Lorenzo Staelens
- Glen De Boeck
- Walter Baseggio
- Bart Goor
- Jan Koller
- Joseph Mermans
- Paul Van Himst
- Hippolyte Van Den Bosch
- Michel Vanvarenbergh
- François De Wael
- Erwin Vandenbergh
- François Van Der Elst
- Vincenzo Scifo
- Pär Zetterberg
- Rob Rensenbrink
- Arie Haan
- Johnny Bosman
- Adri van Tiggelen
- Arnor Gudjohnsen
- Luc Nilis
- Mbo Mpenza
- Vincent Kompany
- Romelu Lukaku
- Matías Suárez
- Silvio Proto
- Roland Juhász
- Guillaume Gillet
- Luka Peruzović
- Olivier Deschacht
- Lucas Biglia
- Kanu
- Jacky Munaron
- Armand Jurion
- Morten Olsen
- Henrik Andersen
- Per Frimann
- Kenneth Brylle
- Mbark Boussoufa
- Daniel Zítka
- Marcin Wasilewski
- Juan Lozano

## Vanjske poveznice
- Službena stranica (nizoz.) / (fr.) / (engl.) / (šp.)
- Anderlecht na stranici UEFA (engl.)